# Krční mandle

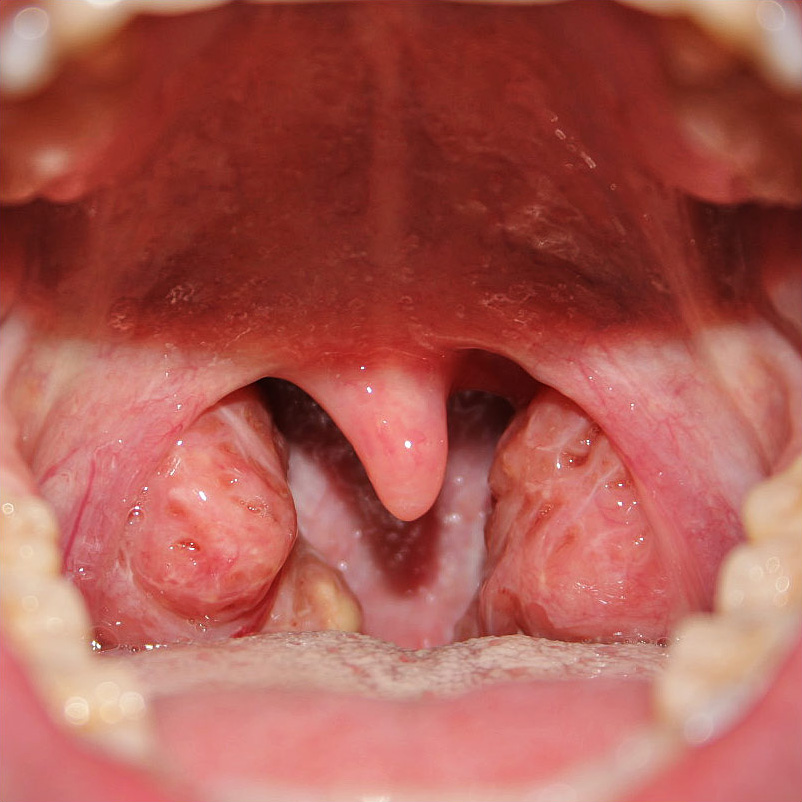
Krční mandle

Krční mandle (latinsky tonsillae palatinae) jsou mandle umístěné na levé a pravé straně v zadní části hrdla, které lze často vidět jako růžové nebo narůžovělé bouličky. Pokud je barva krčních mandlí spíše bílá, značí to infekci s přítomností exsudátu (výtok hnisu) a silného otoku. V krčních mandlích se mohou nacházet mandlové kameny, což jsou mineralizované zbytky bakterií, jídla, hlenu, slin a buněk ve štěrbinách (kryptách) krčních mandlí. Tonsilitida, neboli angína, je zánět krčních mandlí a často, ale ne však nutně, způsobuje bolest v krku a horečku. V případě chronických tonsilitid případech může být indikována tonzilektomie, což je kompletní operativní odstranění krčních mandlí.

## Umístění
Krční mandle se nacházejí mezi palatoglosálním obloukem a palatofaryngeálním obloukem měkkého patra .
Jsou jednou z forem sližničního imunitního systému (MALT), který se nachází u vstupu do horních cest dýchacích a trávicí soustavy. Chrání tělo před vstupem exogenního materiálu přes sliznici. V důsledku toho jsou místem a potenciálním ohniskem infekcí a jsou jednou z hlavních imunokompetentních tkání v hltanu. Tvoří část Waldeyrůva mízního okruhu, který zahrnuje také nepárové nosní mandle, párové mandle trubicové a nepárovou jazyková mandle. Ze strany hltanu jsou pokryty vrstevnatým dlaždicovým epitelem, zatímco vazivové pouzdro je spojuje se stěnou hltanu. Prostřednictvím pouzdra procházejí trabekuly, které obsahují malé krevní cévy, nervy a lymfatické cévy. Tyto trabekuly rozdělují mandle na lalůčky.

## Krypty krčních mandlí
Krční mandle se skládají z přibližně 15 krypt, jejichž výsledkem je velký vnitřní povrch. Mandle obsahují čtyři lymfoidní části, které ovlivňují imunitní funkce, a to epitel retikulární krypty, extrafolikulární oblast, plášťové zóny lymfoidních folikulů a folikulární zárodečná centra.